# Marco Savioni
Marco Savioni (Milano, 23 febbraio 1931) è un ex calciatore italiano, di ruolo centrocampista.

## Carriera
Ala sinistra, si mette in luce con la maglia del Casale, con cui dal 1949 al 1951 disputa due campionati di Serie C realizzando 29 reti complessive. Nell'estate 1951 passa all'Inter, dove, chiuso da  István Nyers e Lennart Skoglund, disputa 6 incontri di campionato andando a segno all'esordio datato 20 aprile 1952, nel successo interno sulla Lucchese.
A fine stagione si trasferisce al Novara, con cui disputa il campionato di Serie A 1952-1953, andando a segno in 13 occasioni su 25 incontri disputati. Resta a Novara anche la stagione successiva (21 presenze e 3 reti), per poi rientrare all'Inter, dove nella  stagione 1954-1955 disputa 16 incontri andando a segno in 6 occasioni, compresa una doppietta alla sua ex squadra.
Nel 1955 ritorna in prestito a Novara, dove realizza 6 reti non sufficienti ad evitare la retrocessione dei piemontesi in Serie B, quindi vive la sua terza esperienza in nerazzurro, scendendo in campo in 3 incontri di campionato, realizzando 2 reti.
A fine stagione lascia definitivamente l'Inter e passa all'Alessandria, dove disputa un'altra stagione in massima serie conclusasi con la salvezza, quindi scende di categoria per indossare la maglia del Lecco, dove nella stagione 1959-1960 contribuisce con 9 reti alla prima storica promozione dei lombardi in massima serie. Disputa col Lecco due campionati di Serie A, quindi, dopo la retrocessione della stagione 1961-1962, altri due in B.
Trascorre quindi la parte finale della sua carriera in Serie D, tornando nel 1966 al Casale, con cui chiude l'attività agonistica.
In carriera ha totalizzato complessivamente 186 presenze e 42 reti in Serie A e 85 presenze e 13 reti in Serie B.

## Palmarès

### Club

#### Competizioni nazionali
- Serie D: 1

Rapallo Ruentes: 1964-1965